# Malaybalay
Malaybalay – miasto na Filipinach, w regionie Mindanao Północne, w prowincji Bukidnon.